# Musée historique juif
Le musée historique juif (Joods Historisch Museum en néerlandais) est un musée de la ville d'Amsterdam consacré à l'histoire, la culture et la religion du peuple juif à la fois aux Pays-Bas et dans le reste du monde. Situé au cœur de l'ancien quartier juif du Jodenbuurt, il constitue l'unique musée du pays consacré à cette thématique. Une rénovation récente de sept ans a été effectuée (2007).

## Histoire
Le Joods Historisch Museum ouvre ses portes le 24 février 1932. Sous l'occupation des Pays-Bas par les Allemands durant la Seconde Guerre mondiale, le musée a été contraint de fermer et la plupart des collections ont été perdues. Le musée rouvre en 1955. Il est situé dans l'ancienne Grande Synagogue d'Amsterdam (nl).